# Волдынь
Волдынь — деревня в составе Темпового сельского поселения Талдомского района Московской области. Население — 2 чел. (2010).
Расположена в лесу, удаленно от других населенных пунктов поселения. Просёлочная дорога выходит к деревне Бережок, далее вдоль реки Дубна к трассе Р112. Прямо через деревню общественный транспорт не ходит.
Из истории Талдомского района о деревне известно следующее:
До 1764 года принадлежала Воскресенскому девичью, что в Кремле, монастырю. В 1781 году казенная деревня, 15 дворов, 83 жителя (Волдина), в 1851 году 31 двор, 228 жителей, в 1859 году 37 дворов, 259 жителей.
До войны в деревне была начальная школа.
До муниципальной реформы 2006 года входила в Юдинский сельский округ.

## Население
Изменение численности населения по данным переписей и ежегодных оценок:
| год  | 1781 | 1851 | 1859 | 2006 | 2010 |
| ---- | ---- | ---- | ---- | ---- | ---- |
| чел. | 83   | ▲228 | ▲259 | ▼1   | ▲2   |